# Freeler
Freeler was een internetdienstenprovider die in september 1999 ontstond uit MultiAccess BV, een klein bedrijf van de ING-groep. MultiAccess was een metaprovider die voor onder andere Postbank-Gironet de hosting verzorgden. De technische ploeg van Freeler kreeg de opdracht om binnen een maand een nieuwe ISP op te zetten. Toen door diverse partijen gratis internet werd aangeboden kreeg Freeler de meeste aanmeldingen, 350.000.
Vijf jaar later, op 9 december 2004, werd door ING en KPN een intentieverklaring getekend om Freeler te verkopen aan KPN. Freeler had toen 60 medewerkers en 145.000 actieve klanten. Op 18 februari 2005 werd de intentieverklaring door ING en KPN omgezet in een definitieve overname. Freeler viel vanaf toen onder KPN Internet. De klanten van Freeler werden ondergebracht bij Het Net, een van de merken die KPN Internet destijds voerde. Eind 2005 waren alle klanten overgeheveld naar Het Net.
Sinds 2009 is de merknaam Het Net opgeheven en ondergebracht bij KPN Internet.
Na overname van Freeler door KPN (Het Net) werden aanvankelijk de Freeler e-mailaccounts van gebruikers die niet van een KPN-dienst gebruik maakten gedeactiveerd. Nadat gebruikers er bij KPN op aandrongen dat bij de overname van Freeler KPN niet alleen de rechten maar ook de verplichtingen van Freeler had overgenomen, werden de Freeler e-mailaccounts weer geactiveerd.